# Elmer Diktonius
Elmer Rafael Diktonius (ur. 20 stycznia 1896 w Helsinkach, zm. 23 września 1961 w Kauniainen) – fiński prozaik i poeta, piszący w języku szwedzkim, krytyk muzyczny i literacki oraz kompozytor.
Reprezentując fiński modernizm w twórczości korzystał także z wielu innych nurtów ideologicznych i literackich. Początkowo tworzył dosyć agresywną w swej wymowie poezję, w której ostro krytykował burżuazję oraz akademizm w sztuce i literaturze. Podkreślał jednocześnie swoje poparcie dla ludzi osamotnionych i zagubionych w rzeczywistości, jaka powstała po wojnie domowej (1918) m.in. w utworach: „Twarde pieśni” (1922), „Węgiel” (1927).

## Twórczość
- Min Dikt (1921),
- Hårda Sånger (1923),
- Brödet Och Elden (1922),
- Taggiga Lågor (1924),
- Stenkol (1927),
- Quosego (1928)-(29),
- Jordisk Ömhet (1938),
- Janne Kubik (1932),
- Annorlunda (1948),
- Novemberår (1951),
- Dikter (1955),
- Prosa (1955),
- Meningar (1957)